# Sierra Manta
Sierra Manta – polska grupa muzyczna wykonująca tzw. folk andyjski.

## Historia
Zespół powstał 1987 roku w Ząbkowicach Śląskich. W wyniku poszukiwań oraz umiejętności muzycznych już w 1992 roku grupa zrealizowała swój pierwszy album zatytułowany Rabanito a w rok później Jina-Jina.
Obydwa wydawnictwa cieszyły się dużym uznaniem wśród koneserów folku. Ktoś kiedyś napisał:
„SIERRA MANTA” „...zajęła się odnajdywaniem źródeł, co sprawiło, że była po stokroć prawdziwsza, wartościowa i naturalna od licznych przygodnie spotkanych niby-oryginalnych południowoamerykańskich grup...”
W 1993 roku grupa podjęła współpracę z Filharmonią Narodową w Warszawie, dając wiele koncertów.
W 1995 roku grupa postanowiła nagrać swoje własne kompozycje inspirowane muzyką andyjską. Nagrała nowy materiał muzyczny wydany na płycie „La Luz”. Jednak tym razem poszerzyła znacznie instrumentarium, nieograniczając się do instrumentów tradycyjnych. Materiał wzbudził duże zainteresowanie wśród muzyków w tym pochlebne recenzje popłynęły z ust znanego irlandzkiego eksperymentatora folkowego - Davida Hopkinsa.
W 1996 roku grupa zdobyła pierwsze miejsce na Festiwalu Muzyki i Pieśni Ludowej Młodych EUROFOLK w Płocku. W 1997 roku zespół zajął pierwsze miejsce na Festiwalu Muzyki Folkowej w Radomiu, oraz reprezentował Polskę na Międzynarodowym Festiwalu Muzyki Akustycznej „AFes”, koncertując w wielu miastach Macedonii.
Sierra Manta w swych dokonaniach prezentuje tradycyjne melodie z Peru, Boliwii, Ekwadoru, Argentyny, Kolumbii, Wenezueli i Kuby. Od 1996 roku zespół wykonuje kompozycje autorstwa argentyńskiego kompozytora Ariela Ramireza pt. „Misa Criolla” (Msza Kreolska) i „Navidad Nuestra” (Nasze Boże Narodzenie).
Wraz z chórem Cantus Juvenis, grupa występowała podczas koncertów w Niemczech i Szwajcarii, prezentując także własne interpretacje polskich kolęd. Ponadto muzycy współpracowali z Chórem Kameralnym Uniwersytetu im. A. Mickiewicza w Poznaniu, Chórem Uniwersytetu Wrocławskiego Gaudium, Chórem Politechniki Gdańskiej oraz Chórem Politechniki Białostockiej. Oprócz swoich talentów muzycznych mieli okazję pochwalić się zdolnościami aktorskimi na planie serialu Święta Wojna - zdjęcia z owych poczynań znajdziecie na stronie zespołu.
W 2007 roku grupa obchodziła swoje 20-lecie istnienia.

## Muzycy

### Obecny skład zespołu

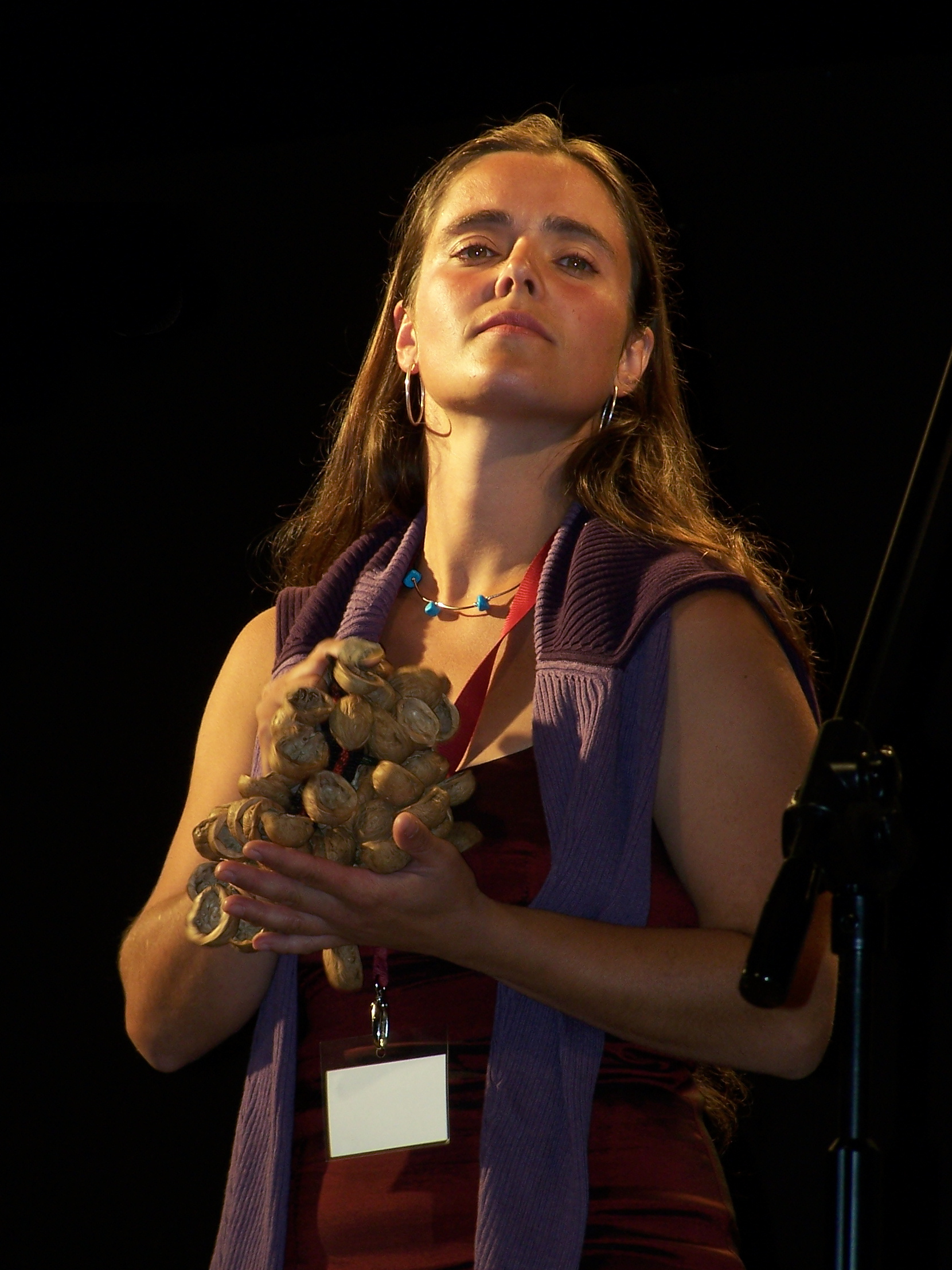
Anna Danyluk koncertująca razem z zespołem Sierra Manta podczas 43. Tygodnia Kultury Beskidzkiej w Żywcu

- Robert Tubek – quena, zampońa, instrumenty perkusyjne
- Maciej Flank – gitara, śpiew
- Ireneusz Wójcicki – akordeon, charango, tiple, instrumenty klawiszowe
- Janusz Wawrzała – bombo, instrumenty perkusyjne, śpiew

### Byli członkowie zespołu
- Elżbieta Tubek - śpiew, quena
- Marek Kaim – bombo, quena
- Michał Kotowski – kontrabas
- Artur Wójcik - quena
- Piotr Gawryjołek - zampońa, mandolina
- Wojciech Niezgoda - gitara, mandolina, zamponas, kontrabas
- Oskar Morales - gitara, śpiew

### Goście
- Anna Jović – charango, śpiew
- Tomasz Kożlarek – gitara basowa
- Witold Vargas – quena, zampońa, śpiew
- Alberto Caipo – bombo, quena, zampońa
- Romuald Canizevares – combola, quiche, vampan

## Dyskografia
- 1992 Rabanito (LP)
- 1993 Jina-Jina (LP)